# 孔郁
孔郁（？—？），孔子二十一代孙，关内侯孔福七代孙，官至东汉冀州刺史。有子孔扬。